# 解慕漱
解慕漱（해모수），《三国史记》说解慕漱是天帝之子，他与柳花的儿子朱蒙是高句丽的创建者。《三国遗事》说解慕漱是天帝之子，北扶余頭目，解夫娄和朱蒙之祖先。
《桓檀古記》记载，解慕漱出身檀君朝鲜貴族，23岁时成为檀君朝鲜的将军。檀君朝鲜末期解慕漱创建扶餘國。朱蒙是沃沮頭目高慕漱之子，解慕漱的二儿子高辰是高慕漱的爷爷。他曾組織多勿軍抵抗漢朝。
桓檀古记中还认为‘西鴨綠人高豆莫汗为東明（朱蒙）。

## 相关影视剧
- 《朱蒙》（주몽），主演許俊浩